# Zeldenrust (Geffen)
De molen de Zeldenrust staat aan de Elzendreef te Geffen.
In 2024 zijn de Geffense molens samen verdergegaan als één stichting, de Geffensemolens.
Het is een standerdmolen met een vlucht van 24,80 meter. De molen heeft een gesloten voet. De kast is grotendeels donkerrood geverfd. De kap is gedekt met dakleer.
Oorspronkelijk daterend uit 1621 en in 1870 verplaatst voor de aanleg van de spoorlijn 's-Hertogenbosch - Nijmegen. In 1981 moest de molen opnieuw verplaatst worden naar zijn huidige plaats en is toen tegelijkertijd gerestaureerd.
De landschappelijke waarde is groot, maar hij wordt wederom bedreigd door de bouw van een nieuwe woonwijk en hoge beplanting.
Op 18 januari 2007 is de kast van de molen, inclusief het wiekenkruis, door de zware storm Kyrill van de standerd geblazen. Alleen de bakstenen voet en de standerd bleven overeind. Bij onderzoek bleek dat de stormpen van de in 1990 vernieuwde standerd geheel door schimmel waren aangetast. De gemeente, die eigenaar is, heeft de molen voldoende verzekerd en laten herbouwen. De herbouw duurde anderhalf jaar, aanzienlijk langer dan gepland. Op zaterdag 9 augustus 2008 is Zeldenrust feestelijk in bedrijf gesteld.
In Geffen staat ook nog een tweede molen, genaamd De Vlijt.